# Divorț italian
Divorț italian (titlul original: în italiană Divorzio all'italiana) este un film italian, realizat în 1961 de regizorul Pietro Germi, film care aparține proeminentelor lucrări ale genului Commedia all'italiana. 
Protagoniștii sunt actorii Marcello Mastroianni, Daniela Rocca, Stefania Sandrelli și Lando Buzzanca. 
Prezentat în competiție la Festivalul de Film de la Cannes din 1962, a câștigat premiul pentru cea mai bună comedie  și a obținut de asemenea, trei candidaturi la Oscar, câștigând Premiul Oscar pentru cel mai bun scenariu original.

## Distribuție

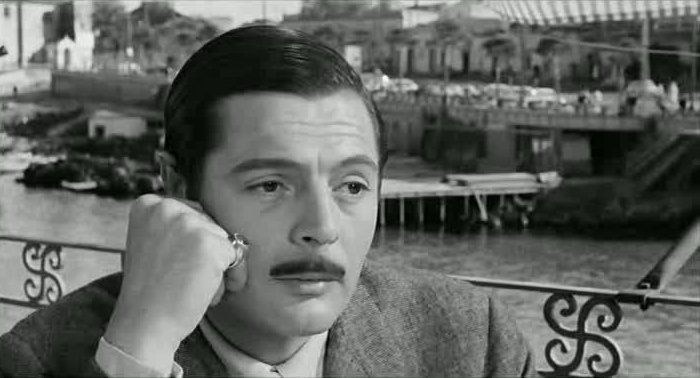
Marcello Mastroianni într-o scenă din film

- Marcello Mastroianni – Ferdinando Cefalù
- Daniela Rocca – Rosalia Cefalù
- Stefania Sandrelli – Angela
- Lando Buzzanca – Rosario Mulé
- Leopoldo Trieste – Carmelo Patanè
- Odoardo Spadaro – don Gaetano Cefalù
- Saro Arcidiacono – doctorul Talamone
- Angela Cardile – Agnese Cefalù
- Margherita Girelli – Sisina
- Pietro Tordi: avocatul De Marzi
- Ugo Torrente – don Calogero
- Laura Tomiselli – Fifidda, soția lui Calogero
- Bianca Castagnetta – donna Matilde Cefalù
- Renzo Marignano – un politician al PCI
- Antonio Acqua – preotul paroh
- Giovanni Fassiolo – don Ciccio Matara
- Renato Pinciroli – un cunoscut al lui Ferdinando Cefalù

## Premii și nominalizări
- 1963 - Premiile Oscar
  - pentru cel mai bun scenariu original lui Pietro Germi, Ennio De Concini și Alfredo Giannetti
  - Nominalizare pentru cel mai bun regizor lui Pietro Germi
  - Nominalizare pentru cel mai bun actor lui Marcello Mastroianni
- 1963 - Golden Globe
  - cel mai bun film străin (Italia)
  - pentru cel mai bun actor (muzical/comedie) lui Marcello Mastroianni
- 1963 - BAFTA Awards
  - pentru cel mai bun actor străin lui Marcello Mastroianni
  - Nominalizare pentru cel mai bun film (Italia)
  - Nominalizare pentru cea mai bună actriță lui Daniela Rocca
- 1962 - Nastro d'argento
  - cel mai bun subiect original lui Pietro Germi, Alfredo Giannetti și Ennio De Concini
  - cel mai bun scenariu lui Pietro Germi, Alfredo Giannetti și Ennio De Concini
  - pentru cel mai bun actor lui Marcello Mastroianni
  - Nominalizare pentru cel mai bun regizor de film lui Pietro Germi
  - Nominalizare pentru cel mai bun producător lui Franco Cristaldi
  - Nominalizare pentru cel mai bun scenariu lui Carlo Egidi
- 1962 - Globul de aur
  - pentru cel mai bun film lui Pietro Germi și Franco Cristaldi
- 1962 - Festivalul Internațional de Film de la Cannes
  - Premiul pentru cea mai bună comedie lui Pietro Germi
  - Nominalizare Palme d'Or lui Pietro Germi